# Paraconsors aperta
Paraconsors aperta is een vliegensoort uit de familie van de Mythicomyiidae. De wetenschappelijke naam van de soort is voor het eerst geldig gepubliceerd in 1961 door Melander, oorspronkelijk geplaatst in het geslacht Mythicomyia.